# Месяды
Месяды — посёлок в Тугулымском городском округе Свердловской области, России.

## Географическое положение
Посёлок Месяды муниципального образования «Тугулымского городского округа» расположен в 3 километрах к востоку-северо-востоку от посёлка Тугулым (по автотрассе в 3 километрах). Через посёлок проходит Сибирский тракт. В поселке расположена железнодорожная станция «о.п. Месяды» Свердловской железной дороги.

## Население
| 2002 | 2010 |
| ---- | ---- |
| 0    | →0   |